# Route de l'absinthe
 (juillet 2012).
La Route de l'absinthe est un itinéraire touristique et culturel franco-suisse menant de Pontarlier (France) au Val-de-Travers (Suisse).

## Origines du projet
La Route de l'absinthe a vu le jour dans le cadre de la réflexion menée par les régions du Nord vaudois (Association de développement du Nord vaudois - ADNV), du Val-de-Travers (Association Région Val-de-Travers) et de Franche-Comté réunies au sein de l'Aire de proximité Mont d'Or/Chasseron, réflexion destinée à mettre en évidence des moyens touristiques, culturels, économiques et infrastructurels de rapprochement par-delà les frontières des populations d'Union européenne et de Suisse.
Une étude de faisabilité a été réalisée entre 2005 et 2006, montrant la pertinence du projet. Afin de porter le développement du projet de Route, l'Association Pays de l'absinthe a été constituée en juin 2008 à Travers (Suisse) et s'est notamment donné pour buts de :
- constituer dans le Val-de-Travers (Suisse) un réseau de membres, professionnels de l’absinthe ou intéressés par son thème
- créer une Route de l'absinthe transfrontalière
- valoriser les patrimoines (culturels, bâtis, naturels, économiques, etc.) liés à la thématique de l'absinthe.

### Financement
Le coût de mise en place de la Route de l'absinthe entre 2009 et 2012 est de 329 750 euros, assumés par la France pour 148 250 euros et par la Suisse pour 181 500 euros.
Le projet a pu bénéficier de l'aide du programme transfrontalier INTERREG, en plus duquel il est à noter côté français la participation de 88 950.- euros du Fonds européen de développement régional (FEDER) et côté suisse l'aide de 92 000 francs suisses de la Loterie Romande.
Les membres de l'association, au nombre de 80, cotisent désormais annuellement afin d'assurer la pérennité de la Route, qui est garantie notamment par une promotion active.
Un certain nombre d'articles promotionnels sont proposés à la vente pour compléter les revenus de l'association.

## Liste des localités traversées par l'itinéraire
| \| Pontarlier Noiraigue Doubs (France) Neuchâtel (Suisse) \| Localisation villes, autour du département du Doubs |
| Pontarlier Noiraigue Doubs (France) Neuchâtel (Suisse)                                                           |

Les deux extrémités de la route sont Pontarlier en France et Noiraigue en Suisse.
- Pontarlier
- Les Verrières
- Les Bayards
- Saint-Sulpice
- Buttes
- La Côte-aux-Fées
- Fleurier
- Boveresse
- Môtiers
- Couvet
- Travers
- Noiraigue

## Ancrages régionaux
De chaque côté de la frontière franco-suisse, un centre névralgique de la thématique absinthe a été identifié. Il s'agit du Musée de Pontarlier / F, dont l'association des Amis assume l'animation et la valorisation du patrimoine de l'absinthe, et de la Maison de l'absinthe de Môtiers / CH. Ces deux écrins contribuent à la valorisation du patrimoine culturel et patrimonial de l'absinthe, ainsi qu'à la visibilité générale de la Route.

## Manifestations
- Chaque année depuis 1998, le 2e week-end de juin la Fête de l'absinthe avait lieu à Boveresse. Dès 2018 (samedi 16 juin), la manifestation adopte la formule des "caves ouvertes" : Absinthe en Fête se tient dès lors sur l'entier du territoire du Val-de-Travers.
- Tous les deux ans en juillet, lorsqu'arrive la saison des récoltes d'absinthe, la Fête de l'absinthe de Pontarlier permet au public de découvrir ce sujet aux multiples facettes.
- Chaque année le 1er week-end d'octobre, les Absinthiades voient concourir à Pontarlier les professionnels de l'absinthe.

## Moyens de déplacement
- Transports individuels : l'itinéraire se parcourt en voiture ou à vélo ; un balisage spécifique a également été effectué à l'intention des adeptes de la randonnée pédestre.
- Transport publics : le train dessert toutes les localités reliées par la Route, à l'exception de La Côte-aux-Fées, Saint-Sulpice et Les Bayards. Un CarPostal permet de rejoindre ces villages.